# Котлярівка (зупинний пункт)
Котлярі́вка — пасажирський залізничний зупинний пункт Полтавської дирекції Південної залізниці на електрифікованій лінії Полтава-Південна — Берестин між станціями Ланна (3 км) та Берестин (14 км). Розташований в селищі Ланна Полтавського району Полтавської області.

## Пасажирське сполучення
На платформі Котлярівка зупиняються приміські електропоїзди сполученням Полтава-Південна — Лозова.